# Pedalj grad
Pedalj grad, gradina Pedalj je bio srednjovjekovna utvrda smještena na 349 metara visokom brijegu iznad današnjeg sela Pedlja, u općini Dvoru, Sisačko-moslavačka županija. Kao jedna od najvećih utvrda na području Zrinske gore bio je značajan posjed obitelji Zrinski i imao značajnu ulogu u odbrani od Osmanlija kroz stoljeća. Danas su od istog ostale samo ruševine.

## Povijest
Ime Pedalj se javlja već u 13. stoljeću, a iz literature i dostupnih zemljovida uočljivo je da je kroz povijest osim Pedalj zvan i Pedaly, Pedal, Peed, Pedl, Pedwar, Poedl i Petel.
Godine 1287. zemlje Pedalj i Stupnica pripale su Babonićima. Oni su te posjede držali sve do 1346. godine kada ih je Dujam Babonić prodao Oliveru, županu zolijskom. Već sljedeće godine, kada je kralj Ludovik tražio Ostrovicu od Šubića u zamjenu za Zrin, čini se da i Pedalj pripada zajedno sa Zrinom Šubićima, kasnijim Zrinskima. Nije posve izvjesno je li tada postojala utvrda Pedalj, ali je sigurno da je postojala 1381. godine, jer se tada u jednoj povelji naređuje da se Pavlu Zrinskom predaju sva pisma koja se tiču grada Pedlja.
U jednoj povelji s kraja 15. stoljeća spominju se i sela koja pripadaju pod grad Pedalj. Tada su se unutar pedaljskog imanja nalazila sela Novobrdo, Novitrg, Sliven, Jurmanova sela, Gudetin, Brizje, Vešićje, Komarnica Donja, Stupnica i Ubeškovići. Do danas je samo Stupnica sačuvala svoje ime, a u naseljima Novitrg, Gudetin, Komarnica Donja možemo prepoznati Trgove, Udetin i Komoru. Više puta su Zrinski zbog velikih dugova ovu utvrdu, i čitav posjed, davali u zakup vjerovnicima, ali su uglavnom vrlo brzo otplaćivali svoje dugove i vraćali posjede u svoje vlasništvo.
Prvi ozbiljniji osmanski napadi zabilježeni su polovicom 16. stoljeća. Godine 1551. odveli su Osmanlije veliki broj podanika grada Pedlja u ropstvo, a napadi na Pedalj nastavljali su se i u sljedećim godinama. Zrinski nisu imali ni moći ni vremena brinuti se o ugroženim utvrdama na granici, pa su se orijentirali na svoje međimurska posjede.
Godine 1558. Pedalj je zajedno s Prevršcem i Komogovinom srušen u jednom turskom napadu. Okolni se je narod zbog straha od sve učestalijih napada odselio na imanja Zrinskih u Međimurje, ali i izvan granica današnje Hrvatske. Njemačka posada je tada zauzela utvrdu, ali je pod pritiskom Ivana Lenkovića, koji je uglavnom predlagao da se sruše sve utvrde čiji su vlasnici bili Zrinski, grad 1561. godine bio razoren. Tek neposredno pred osmansko osvajanje 1577. godine došli su vojni krugovi na ideju da se grad obnovi za obranu Pounja, ali tada je već bilo kasno.
Osmanlije su ruševinu zauzeli i popravili je. Nakon istjerivanja Osmanlija iz Pounja, Pedalj je ponovo obnovljen, a čak se još 1801. godine spominje da u utvrdi stanuje jedan časnik, no da je ona vrlo zapuštena. Od čitave utvrde najbolje je sačuvana bila početkom 20. stoljeća okrugla kula. Laszowski 1902. godine piše kako je kula još 1897. godine bila u potpunosti čitava, ali da je onda u nju udario grom te da ju je srušio. 

## Danas
Danas su ostatci utvrde Pedalj teško dostupni, ali i dalje vidljivi i predstavljaju dobru osnovu za turističku i tradicijsku valorizaciju. Do njih se dolazi cestom od Gline ili Dvora s koje se odvaja put prema selu Stupnici, a iz Stupnice dalje na desno za Pedalj.